# Movico
Movico – jednostka osadnicza w Stanach Zjednoczonych, w stanie Alabama, w hrabstwie Mobile.